# エヴァー・ウルトラ
| 画像は同型船のEver Unific。 |                                           |
| 船歴                        |                                           |
| 起工                        | 1995年11月10日                            |
| 進水                        | 1996年2月15日                             |
| 竣工                        | 1996年5月31日                             |
| その後                      |                                           |
| 主要目                      |                                           |
| 総トン数                    | 69,218 トン                               |
| 載貨重量トン数              | 63,388 トン                               |
| 全長                        | 285.0 m                                   |
| 垂線間長                    | 268.0 m                                   |
| 型幅                        | 40.0 m                                    |
| 型深                        | 24.2 m                                    |
| 吃水                        | 12.7 m                                    |
| 主機                        | 三菱-スルザー 12RTA84C-UG型ディーゼル 1基 |
| 出力                        | 66,120馬力（最大） 59,510馬力（常用）     |
| 航海速力                    | 25.0ノット                                |
| 最高速力                    |                                           |
| 乗員                        | 24名                                      |
| コンテナ積載数              | 5,364 TEU                                 |

エヴァー・ウルトラ（Ever Ultra）は、台湾のエヴァーグリーンが運航しているコンテナ船。

## 概要
エヴァーグリーン初のオーバー・パナマックス型（ポスト・パナマックス型）コンテナ船であるU級（U-Type）の1番船として、1996年5月31日三菱重工業神戸造船所で竣工し、北米航路に就航した。
本船の居住区画は操舵室を含め7層で、居住区スペースを出来るだけ確保するため全層を船体幅と同幅にしており、エヴァーグリーンが同時期に建造したパナマックス型のR級やD級と共通の設計となっている。
その後、U級は2001年までに本船を含め18隻が建造されたが、6番船以降はコンテナ積載数が5,652TEUに改良されている。